# Gerta Keller
Gerta Keller (née le 7 mars 1945) est une paléontologue qui conteste l’hypothèse d’Alvarez selon laquelle c’est l’impact responsable du cratère de Chicxulub qui aurait causé l’extinction massive datant de 66 millions d’années. Elle soutient que cet impact est antérieur à l’extinction massive et que c’est le volcanisme du Deccan avec ses conséquences sur environnement qui a été vraisemblablement la cause majeure la plus probable, même si l’impact l’a probablement exacerbée,.

## Petite enfance et éducation
Sixième enfant d’une famille qui en comptait douze, elle a grandi en Suisse dans une ferme laitière, vivant dans la pauvreté. Dans l’école à classe unique qu’elle fréquentait, les garçons apprenaient les mathématiques et les sciences, et les filles à faire la cuisine et le ménage, compétences dont elles auraient besoin pour être de bonnes ménagères. Sa soif d’apprendre l’a conduite à lire les manuels scolaires réservé à ses ainés, frères et sœurs, et c’est elle qui préparait pour eux les résumés.
À partir de l’âge de 14 ans elle a fréquenté une école professionnelle où elle a appris à coudre. Elle y a organisé un mouvement de protestation contre les règles qui obligeaient les filles à porter des jupes, car elle devait faire cinq kilomètres à vélo pour se rendre à l’école et voulait avoir la possibilité de se protéger contre le froid. À partir de ce moment-là les filles ont reçu le droit de porter un pantalon.
À l’âge de 17 ans, son certificat de formation professionnelle obtenu, elle est allée travailler chez Pierre Cardin, où on lui donnait l’équivalent de 25 cents de l’heure pour coudre des robes de luxe qui se vendaient jusqu’à 1 000 $ et pour lesquelles elle recevait 12 $. Elle a voyagé à travers le monde, apprenant l’anglais et travaillant en Angleterre, puis en Afrique du Nord, en Espagne et en Australie. Elle a survécu à un braquage de banque en Australie en 1965, après lequel elle s’était réveillée dans une unité de soins intensifs d’un hôpital où un prêtre la pressait de se confesser, lui annonçant qu’elle allait mourir,.
Se trouvant à San Francisco en 1968, elle a été « effrayée » par les coups de feu et les gaz lacrymogènes lancés lors des manifestations étudiantes ; elle a choisi de se concentrer sur ses études et a passé un examen d’équivalence pour entrer dans l’enseignement supérieur. Elle a obtenu son diplôme de premier cycle à l’Université d'État de San Francisco puis un doctorat en géologie et paléontologie à l’Université Stanford en 1978.

## Paléontologie
Après avoir obtenu son doctorat, elle a travaillé pour l’Institut d'études géologiques des États-Unis et l’université Stanford. Elle est passée à l'Université de Princeton en 1984 et, quelques années plus tard, a commencé à étudier l’extinction Crétacé-Tertiaire (ou extinction K-T). Ses recherches l'ont amenée à conclure que l'impact du Chicxulub est assez antérieur à cette extinction et ne pouvait donc pas en être la cause. « Je suis sure que le lendemain, ils ont eu mal à la tête », déclare-t-elle, ajoutant cependant que « nous surestimons de beaucoup les dommages à l'environnement et à la vie qu’a pu causer cet impact de Chicxulub ».
La principale preuve de l'hypothèse d'Alvarez selon laquelle ce serait un seul impact qui a provoqué l'extinction du Crétacé-Paléogène, responsable de l’extinction des dinosaures, provient de la présence tout autour du monde de granules de quartz fracassé, de sphérules de verre et de tectites dans une couche d'argile où l’on trouve des niveaux d'iridium extrêmement élevés qui attestent d'un impact d'astéroïde. Elle a elle-même trouvé des couches où les sphérules de verre et l'argile à iridium sont séparées par plus de deux mètres de grès et d'autres matériaux. Les partisans de la théorie d'Alvarez voient dans le grès le résultat d'un tsunami massif qui aurait pris en sandwich le sable des vagues massives provoquées par l'impact entre la couche de quartz fracassé et l'argile à iridium. L'analyse de Keller des strates entre les sphérules et l'argile à iridium montrerait des signes que le matériau a été déposé au cours d’une période allant jusqu'à 300 000 ans si l’on se fonde sur les vestiges de plancton, de vers et de vieillissement trouvés sur le matériau intermédiaire.

## Éléments de bibliographie
- Blair Schoene, Kyle M. Samperton, Michael P. Eddy, Gerta Keller, Thierry Adatte, Samuel A. Bowring, Syed F. R. Khadri et Brian Gertsch, « U-Pb geochronology of the Deccan Traps and relation to the end-Cretaceous mass extinction », Revue Science,‎ 2014 (DOI 10.1126/science.aaa0118)
- G. Keller, S. Abramovich, Z. Berner et T. Adatte, « Biotic effects of the Chicxulub impact, K–T catastrophe and sea level change in Texas », Palaeogeography, Palaeoclimatology, Palaeoecology, vol. 271, nos 1–2,‎ 1er janvier 2009, p. 52–68 (DOI 10.1016/j.palaeo.2008.09.007)
- Gerta Keller, Thierry Adatte, Alfonso Pardo Juez et Jose G. Lopez-Oliva, « New evidence concerning the age and biotic effects of the Chicxulub impact in NE Mexico », Journal of the Geological Society, vol. 166, no 3,‎ 2009, p. 393–411 (DOI 10.1144/0016-76492008-116)
- Gerta Keller, T. Adatte, S. Gardin, A. Bartolini et S. Bajpai, « Main Deccan volcanism phase ends near the K–T boundary: Evidence from the Krishna–Godavari Basin, SE India », Earth and Planetary Science Letters, vol. 268, nos 3–4,‎ 30 avril 2008, p. 293–311 (DOI 10.1016/j.epsl.2008.01.015, Bibcode 2008E&PSL.268..293K)
- Gerta Keller, Thierry Adatte, Zsolt Berner, Markus Harting, Gerald Baum, Michael Prauss, Abdel Tantawy et Doris Stueben, « Chicxulub impact predates K–T boundary: New evidence from Brazos, Texas », Earth and Planetary Science Letters, vol. 255, nos 3–4,‎ 30 mars 2007, p. 339–356 (DOI 10.1016/j.epsl.2006.12.026, Bibcode 2007E&PSL.255..339K)
- Gerta Keller, « Impact stratigraphy: Old principle, new reality », GSA Special Papers, vol. 437,‎ 2007, p. 147–178 (ISBN 978-0-8137-2437-9, DOI 10.1130/2008.2437(09))
- Keller G, Adatte T, Stinnesbeck W, Rebolledo-Vieyra, Fucugauchi JU, Kramar U, Stueben D, « Chicxulub impact predates the K-T boundary mass extinction », PNAS, vol. 101, no 11,‎ 2004, p. 3753–3758 (PMID 15004276, PMCID 374316, DOI 10.1073/pnas.0400396101, Bibcode 2004PNAS..101.3753K)
- Gerta Keller, W. Stinnesbeck, T. Adatte et D. Stueben, « Multiple impacts across the Cretaceous–Tertiary boundary », Earth-Science Reviews, vol. 62, nos 3–4,‎ septembre 2003, p. 327–363 (DOI 10.1016/S0012-8252(02)00162-9, Bibcode 2003ESRv...62..327K)
- Cretaceous-Tertiary Mass Extinctions : Biotic and Environmental Changes, New York/London, W. W. Norton & Co., 1996, 575 p. (ISBN 0-393-96657-7)
- Ward W. C., Keller G., Stinnesbeck W. et Adatte T., « Yucatán subsurface stratigraphy: Implications and constraints for the Chicxulub impact », Geology, vol. 23, no 10,‎ octobre 1995, p. 873–876 (DOI 10.1130/0091-7613(1995)023<0873:YNSSIA>2.3.CO;2, Bibcode 1995Geo....23..873W)